# BM93
La BM93 est un automoteur thermique articulé à deux caisses utilisée par la compagnie ferroviaire NSB pour des trains de voyageurs sur les tronçons de voie non électrifiées du réseau, en particulier les lignes de Nordlandsbanen, Rørosbanen et Raumabanen. Ces rames, conçues par Bombardier sont de type Talent.

## Caractéristiques
Les engins furent construits en 2001, et replacèrent de nombreuses locomotives mécaniquement dépassées. Un total de 15 rames fut construit. L'utilisation de ce matériel de jour sur les lignes Oslo-Trondheim et Trondheim-Bodø, cette dernière étant la plus longue ligne de Norvège, a été quelque peu controversés du fait de leur niveau de confort bien inférieur aux anciens. Néanmoins, l'introduction de ces nouveaux trains permirent une nette amélioration en matière de vitesse de pointe en ligne.

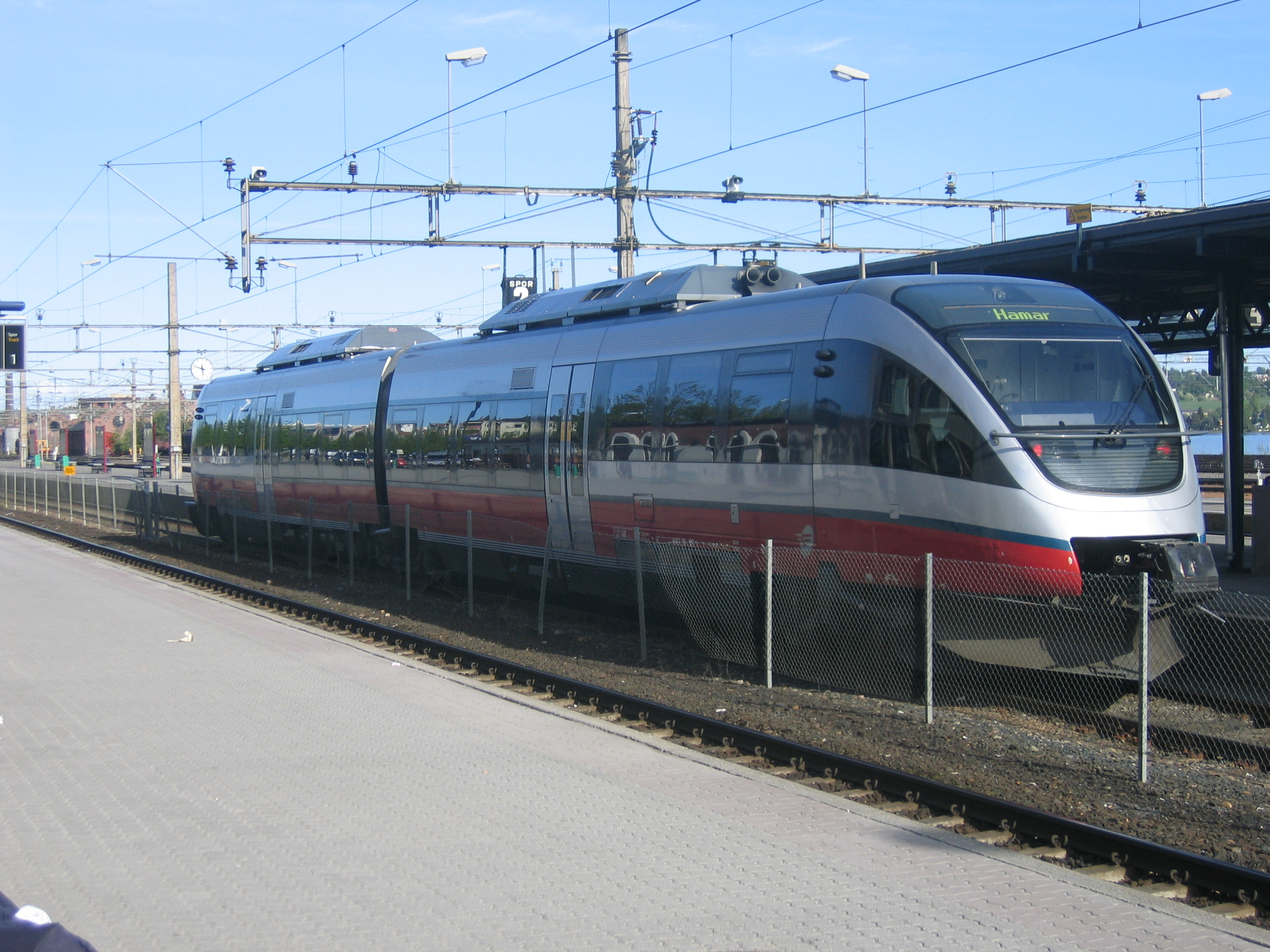
Rame BM93 stationnant en gare de Hamar.